# تشيب لورد
تشيب لورد (بالإنجليزية: Chip Lord)‏ هو أستاذ جامعي أمريكي، ولد في 1944 في كليفلاند في الولايات المتحدة.

## وصلات خارجية
- تشيب لورد على موقع IMDb (الإنجليزية)